# Michael Huber (Geistlicher)
Michael Huber MSC (* 1964) ist ein deutscher Ordenspriester und war von 2019 bis zum 31. August 2022 Generalvikar des Bistums Eichstätt.

## Leben
Michael Huber wuchs im schwäbischen Monheim in Bayern auf und machte Abitur. Seinen Grundwehrdienst leistete er als Sanitäter ab. Danach begann er ein Studium der Wirtschafts- und Sozialwissenschaften mit Schwerpunkt Betriebswirtschaft an der Universität Augsburg, das er als Diplom-Ökonom abschloss. 1991 wurde er Novize bei den Herz-Jesu-Missionaren in Salzburg und legte 1996 die Ewige Profess ab. Zwischen 1992 und 1997 studierte er Theologie und Religionspädagogik. 1997 erfolgte die Weihe zum Diakon und 1998 wurde er in Donauwörth zum Priester geweiht. Danach war er Pfarradministrator in Zirgesheim.
Seit 2001 war er Chairman des Financial Advisory Board der Herz-Jesu-Missionare in Rom und nach einer Zeit als Schulseelsorger an der Realschule Heilig-Kreuz in Donauwörth ab 2004 Novizenmeister in Nitra. Seit 2009 wirkte er als Pfarradministrator in Eichstätt-Rebdorf und Obereichstätt. Am 1. Februar 2019 übernahm er die Funktion des stellvertretenden Generalvikars im Bistum Eichstätt und am 1. September 2019 die des Generalvikars. Wie das Bistum Eichstätt mitteilte, wird Huber zum 1. September 2022 wieder Aufgaben in seiner Ordensgemeinschaft wahrnehmen, die ihn zeitlich befristet für das Amt des Generalvikars in Eichstätt freigestellt hatte. Sein Nachfolger wird der Nürnberger Pfarrer Michael Alberter.